# Bedtime
"Bedtime" é o quarto e último single lançado do álbum My Way, de Usher. Lançado em 1998 na rádio. O single ficou na 66° colocação na parada de sucesso Billboard, o Hot R&B/Hip-Hop Songs.

## Lista de faixas
| United State Airplay |                              |         |  |
| N.º                  | Título                       | Duração |  |
| 1.                   | "Bed Time (versão de álbum)" | 4:45    |  |
| 2.                   | "Bed Time (versão ao vivo)"  | 7:06    |  |

## Posições
| Tabela musical              | Posição |
| --------------------------- | ------- |
| Billboard R&B/Hip-Hop Songs | 66      |